# XBill
XBill – gra komputerowa rozprowadzana na licencji GNU GPL.
Gracz wciela się w niej w postać administratora sieci. Gra polega na niedopuszczeniu do zainstalowania groźnego „wirusa” Wingdows [TM] (nawiązanie do systemu operacyjnego Microsoft Windows) zmieniającego komputery sieci w tostery. Aby powstrzymać Billa (nawiązanie do postaci Billa Gatesa) przed zainstalowaniem owego „wirusa”, należy go zgnieść.
Działa na platformach Microsoft Windows, Mac OS X, BeOS, GNU/Linux, FreeBSD, Palm oraz Windows Mobile.